# OpenMediaVault
OpenMediaVault (OMV) ist ein seit 2009 entwickeltes freies Betriebssystem für Network Attached Storage (NAS). Es basiert auf der Linux-Distribution Debian.

## Historie
Der Entwickler Volker Theile hatte zuvor bereits am FreeBSD-basierten FreeNAS-Projekt mitgewirkt. Wegen der besseren Soft- und Hardwareunterstützung von Linux im Vergleich zu FreeBSD wurde eine Neuimplementierung von FreeNAS auf Basis der Linux-Distribution Debian durch Volker Theile angekündigt. Kurz darauf meldete sich Olivier Cochard-Labbé, der Originalentwickler von FreeNAS, zurück und kündigte den Verbleib bei FreeBSD als Basis für FreeNAS an. Die beiden Entwickler einigten sich schließlich auf coreNAS als neuen Namen für die Debian-basierte Version, welcher wiederum kurze Zeit später in den heutigen Namen OpenMediaVault geändert wurde. Seitdem werden beide Projekte parallel weiterentwickelt.

## Technik
OpenMediaVault kommt weitestgehend ohne Anpassungen der von Debian bereitgestellten Programmpakete aus. Über eine Webschnittstelle lassen sich Einstellungen anpassen und das System verwalten. Dateibasierte Dienste wie CIFS (Samba) und NFS stellen die Kernfunktion dar. Durch ein Plug-in beherrscht OpenMediaVault auch den Umgang mit blockbasiertem Datenzugriff wie es bei SAN üblich ist und bietet hierfür eine iSCSI-Implementierung. Eine vollständige Liste der unterstützten Dienste und Protokolle findet sich in der Funktionsübersicht.
Über eine Programmierschnittstelle (API) ist es möglich, weitere Funktionen als Plug-in in die Webschnittstelle zu integrieren. Der Entwickler stellt einige Plug-ins zur Verfügung, die sich direkt über die Webschnittstelle nachinstallieren lassen. Weitere Plug-ins werden von unabhängigen Entwicklern bereitgestellt.

### Funktionen
- Protokolle: CIFS (Samba), FTP, NFS (Version 3 und 4), SSH, rsync, iSCSI, AFP und TFTP
- Software-RAID mit den RAID-Leveln 0, 1, 4, 5, 6 und 10 sowie JBOD
- Monitoring: Syslog, Watchdog, S.M.A.R.T., SNMP (v1/2c/3) (nur lesend)
- Statusberichte per E-Mail
- Status-Graphen für die CPU-Auslastung, LAN-Transferraten, Festplattenbelegung sowie Arbeitsspeicherbelegung
- GPT/EFI Partitionierung >2 TByte möglich
- Dateisysteme:[9] ext2, ext3, ext4, Btrfs, XFS, JFS, NTFS, FAT32
- Quota
- Benutzer- und Gruppenmanagement
- Zugriffskontrollen via ACL
- Link Aggregation, Wake On LAN
- Plug-in-System

### Plug-ins
- ClamAV – Virenschutzprogramm
- Digital Audio Access Protocol – stellt Audio-Dateien in einem lokalen Netzwerk (auch für iTunes) bereit
- SAN und iSCSI – blockbasierter Zugriff auf Datenspeicher über das Netzwerk
- Lightweight Directory Access Protocol – Informationsabfrage und -änderung eines Verzeichnisdienstes
- Logical Volume Manager – ermöglicht die Erstellung und Verwaltung dynamisch veränderbarer Partitionen
- Netatalk – Datei-, Zeit- und Druckserver für Apple Macintosh
- Plug-in zur Unterstützung einer Unterbrechungsfreien Stromversorgung
- einfache Änderung der Routing-Tabellen
- Plug-in, das (automatische) Backups auf externe USB-Festplatten ermöglicht
- OwnCloud – Ermöglicht den Betrieb von Filehosting auf dem eigenen Server

Weitere Plug-ins werden von externen Entwicklern bereitgestellt und gepflegt. Der Großteil der Plug-ins wird von einer Gruppe namens OpenMediaVault Plugin Developers entwickelt. Der Status aller Plug-ins kann online eingesehen werden. Im Oktober 2014 waren rund 30 Plug-ins verfügbar. Im Juni 2015 stehen bereits über 70 stabile Plug-ins zur Verfügung.
Hier ein Auszug aus den Plug-ins der externen Entwickler:
- Anacron – Erweiterung des Cron Dienstes um einige Funktionen
- aufs, mhdfs, greyhole und snapraid – Stellen unterschiedliche Methoden zum Poolen von Festplatten bereit
- Autoshutdown – Bietet verschiedene Möglichkeiten, den NAS bei Nichtnutzung automatisch herunterzufahren
- backup, rsnapshot – Ersteres stellt unter anderem Clonezilla und SystemRescueCd bereit, ermöglicht Sicherung der Betriebssysteminstallation. Letzteres ermöglicht inkrementelle Backups der Nutzdaten
- BitTorrent-Client (Transmission)
- BitTorrent Sync
- Calibre – E-Book Datenbank Verwaltung
- Druckerserver (CUPS)
- extplorer – Webbasierter Dateimanager
- Generischer Download-Manager, pyLoad und JDownloader v2
- MySQL-Datenbankserver
- Webserver (nginx)
- OpenVPN sowie OpenVPN-AS
- Plex Media Server
- PXE
- Roundcube
- Sickbeard, SABnzbd, Headphones und CouchPotato – Diverse Plug-ins für den Zugriff auf das Usenet
- Subsonic
- Video Disk Recorder (VDR)
- VirtualBox
- WordPress
- ZFS

### Systemvoraussetzungen
Die automatische Betriebssystem-Installation nimmt den gesamten Datenträger in Anspruch, auf dem die Installation erfolgt. Auf diesem können die Benutzer keine eigenen Daten ablegen. Daher sind für die produktive Nutzung von OpenMediaVault mindestens zwei Datenträger erforderlich. Eine Installation auf einem USB-Stick ist möglich, wird aber nicht empfohlen. Man kann aber erst ein Debian auf einer Partition installieren und danach die OpenMediaVault-Pakete nachinstallieren. Die anderen Partitionen kann man dann für eigene Daten verwenden.

### Hardware-Unterstützung
- Hardware-RAID-Controller: alle von Debian unterstützten
- Festplattenschnittstellen: PATA (IDE)/SATA, SCSI, USB
- Netzwerkkarten: alle von Debian unterstützten WLAN- und Ethernet-Netzwerkkarten
- CPU-Architekturen: IA-32 (32-Bit), AMD64 (64-Bit), Arm-Architektur

## Versionsgeschichte
| Legende: | Ältere Version; nicht mehr unterstützt | Ältere Version; noch unterstützt | Aktuelle Version | Aktuelle Vorabversion | Zukünftige Version |

| Version | Name         | Release                | Datum                                            | Basis      | Bemerkungen |
| ------- | ------------ | ---------------------- | ------------------------------------------------ | ---------- | --- |
| 0.2     | Ix           |                        | 17. Oktober 2011                                 | Debian 6   | erste öffentlich freigegebene Version |
| 0.3     | Omnius       |                        | 18. April 2012                                   | Debian 6   | mehrsprachige Webschnittstelle eingeführt, Einführung einer grafischen Benutzerführung für die Rechteverwaltung via ACL |
| 0.4     | Fedaykin     |                        | 21. September 2012                               | Debian 6   | generelle Verbesserungen und Anpassungen |
| 0.5     | Sardaukar    |                        | 25. August 2013                                  | Debian 6   | Änderungen in der Programmierschnittstelle, Plug-ins aus der Vorversion nicht kompatibel. Im März 2014 wurde ein Feature freeze bekannt gegeben um sich auf die Version 1.0 zu konzentrieren. Bugfixes werden weiterhin durchgeführt. |
| 1.x     | Kralizec     | nicht mehr unterstützt | 15. September 2014                               | Debian 7   | Bessere Unterstützung von Einplatinencomputer wie z. B. Raspberry Pi, Wechsel des Webservers für die Webschnittstelle zu nginx, verbesserte Infrastruktur für Plugins uvm.                                                            |
| 2.x     | Stone Burner | EOL: 12. Juni 2017     | 29. Juni 2015                                    | Debian 7   | Neues Sencha ExtJS 5.1.1 Framework für die WebGUI, überarbeitetes Netzwerk-Interface Konfiguration mit Unterstützung für Wi-Fi und VLAN uvm.                                                                                          |
| 2.2.14  | Stone Burner | EOL: 12. Juni 2017     | 27. April 2017                                   | Debian 7   | Neues Sencha ExtJS 5.1.1 Framework für die WebGUI, überarbeitetes Netzwerk-Interface Konfiguration mit Unterstützung für Wi-Fi und VLAN uvm.                                                                                          |
| 3.x     | Erasmus      |                        | 19. Sept. 2016 (1. Beta) 12. Juni 2017 (Release) | Debian 8   | |
| 3.0.99  | Erasmus      | EOL: 30. Juni 2018     | 20. März 2018                                    | Debian 8   | |
| 4.x     | Arrakis      | EOL: 30. Juni 2020     | 8. Mai 2018                                      | Debian 9.1 | EOL 30.06.2020 |
| 4.1.35  | Arrakis      | EOL: 30. Juni 2020     | 4. März 2020                                     | Debian 9.1 | EOL 30.06.2020 |
| 5.0.5   | Usul         | EOL: 30. Juni 2022     | 16. August 2019                                  | Debian 10  | (EOL: 30.06.2022) |
| 5.3.10  | Usul         | EOL: 30. Juni 2022     | 14. April 2020                                   | Debian 10  | (EOL: 30.06.2022) |
| 5.4.3   | Usul         | EOL: 30. Juni 2022     | 4. Mai 2020                                      | Debian 10  | (EOL: 30.06.2022) |
| 5.5.0   | Usul         | EOL: 30. Juni 2022     | 25. Mai 2020                                     | Debian 10  | (EOL: 30.06.2022) |
| 5.5.3   | Usul         | EOL: 30. Juni 2022     | 22. Juni 2020                                    | Debian 10  | (EOL: 30.06.2022) |
| 5.5.4   | Usul         | EOL: 30. Juni 2022     | 13. Juli 2020                                    | Debian 10  | (EOL: 30.06.2022) |
| 5.6.22  | Usul         | EOL: 30. Juni 2022     | 26. Dezember 2021                                | Debian 10  | (EOL: 30.06.2022) |
| 6.0-34  | Shaitan      | EOL: 31. Juli 2024     | 8. November 2021                                 | Debian 11  | komplett überarbeitete UI |
| 6.0.6   | Shaitan      | EOL: 31. Juli 2024     | 26. Dezember 2021                                | Debian 11  | komplett überarbeitete UI |
| 6.0.26  | Shaitan      | EOL: 31. Juli 2024     | 7. Mai 2022                                      | Debian 11  | komplett überarbeitete UI |
| 6.1.0   | Shaitan      | EOL: 31. Juli 2024     | 2. Dezember 2022                                 | Debian 11  | komplett überarbeitete UI |
| 6.2.0   | Shaitan      | EOL: 31. Juli 2024     | 30. Januar 2023                                  | Debian 11  | komplett überarbeitete UI |
| 7.0     | Sandworm     |                        | 3. März 2024                                     | Debian 12  | Stable |

## Finanzierung
OpenMediaVault ist freie Software und kostenlos erhältlich. Es ist möglich, via PayPal für das Projekt zu spenden.

## Trivia
Jede Version von OpenMediaVault hat neben der Versionsnummer einen Codenamen, der aus dem Romanzyklus Dune von Frank Herbert stammt.
Im September 2014 wurde OpenMediaVault auf SourceForge zum Projekt des Monats gewählt.
Die Weboberfläche enthält an verschiedenen Stellen Anspielungen auf die Amiga Workbench. So etwa bei Fehlermeldungen, bei der sich auch der Mauszeiger in den alten Mauszeiger des Amiga-Betriebssystems ändert.